# Rousseaceae
Rousseaceae (DC., 1839) è una famiglia di piante angiosperme eudicotiledoni appartenenti all'ordine delle Asterales.

## Etimologia
Il nome della famiglia deriva dal suo genere più importante (Roussea) il cui nome ricorda Jean-Jacques Rousseau (1712 - 1778), filosofo, scrittore e musicista svizzero di lingua francese. Il nome scientifico di questa famiglia è stato proposto per la prima volta dal botanico e micologo svizzero Augustin Pyrame de Candolle (1778 - 1841) nella pubblicazione "Prodromus Systematis Naturalis Regni Vegetabilis - 7: 521" del 1839.

## Descrizione

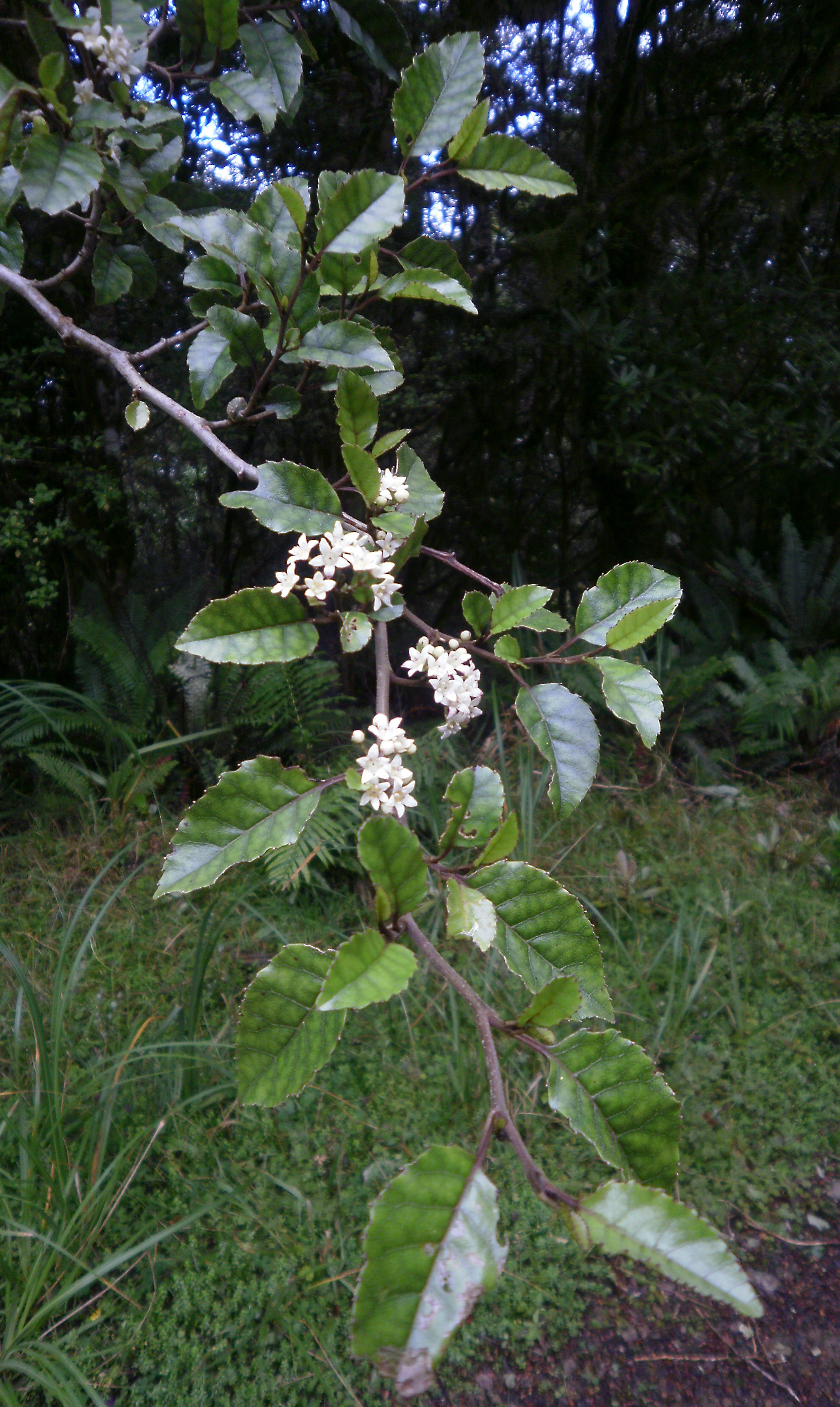
Il portamento
Carpodetus serratus

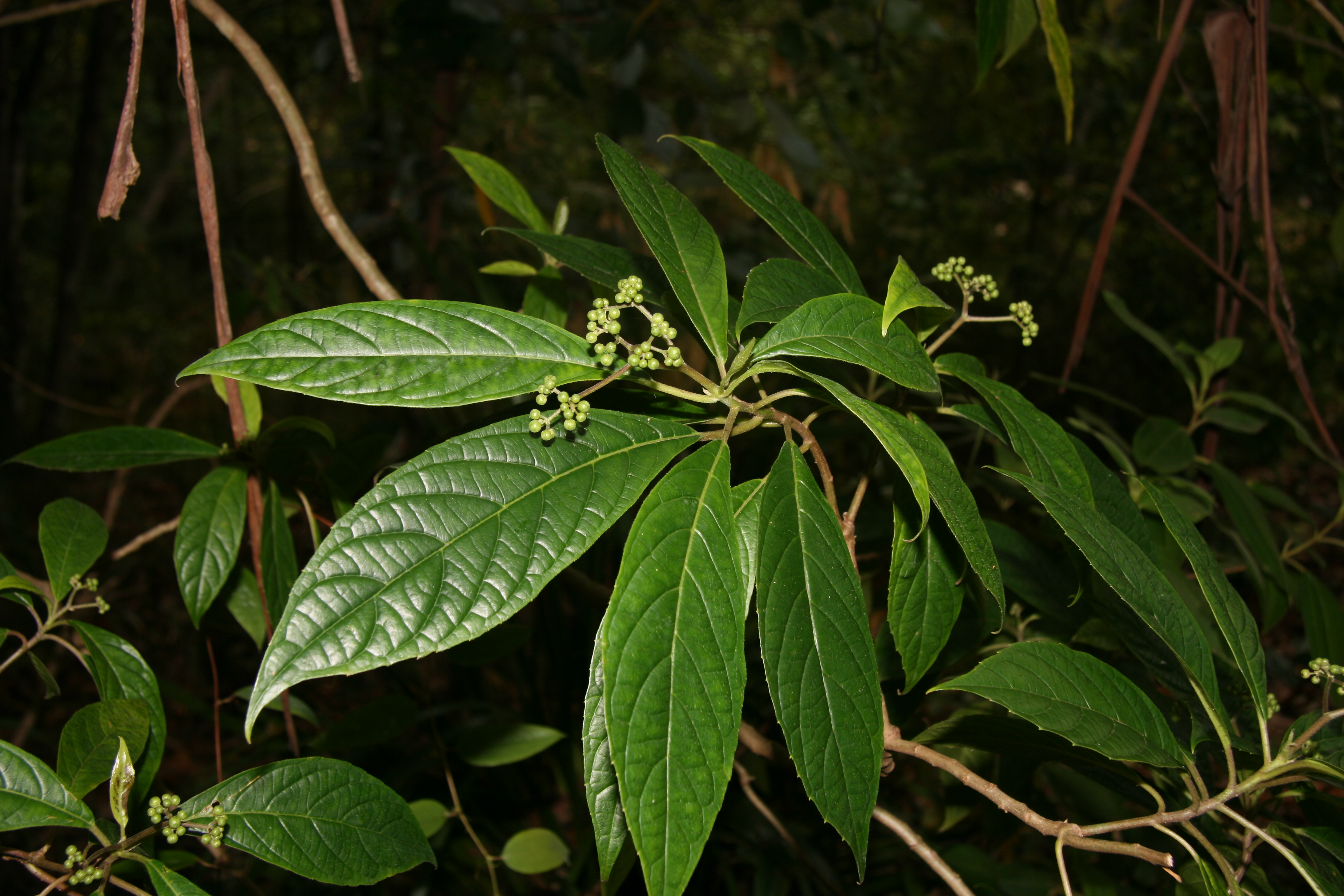
Le foglie
Abrophyllum ornans

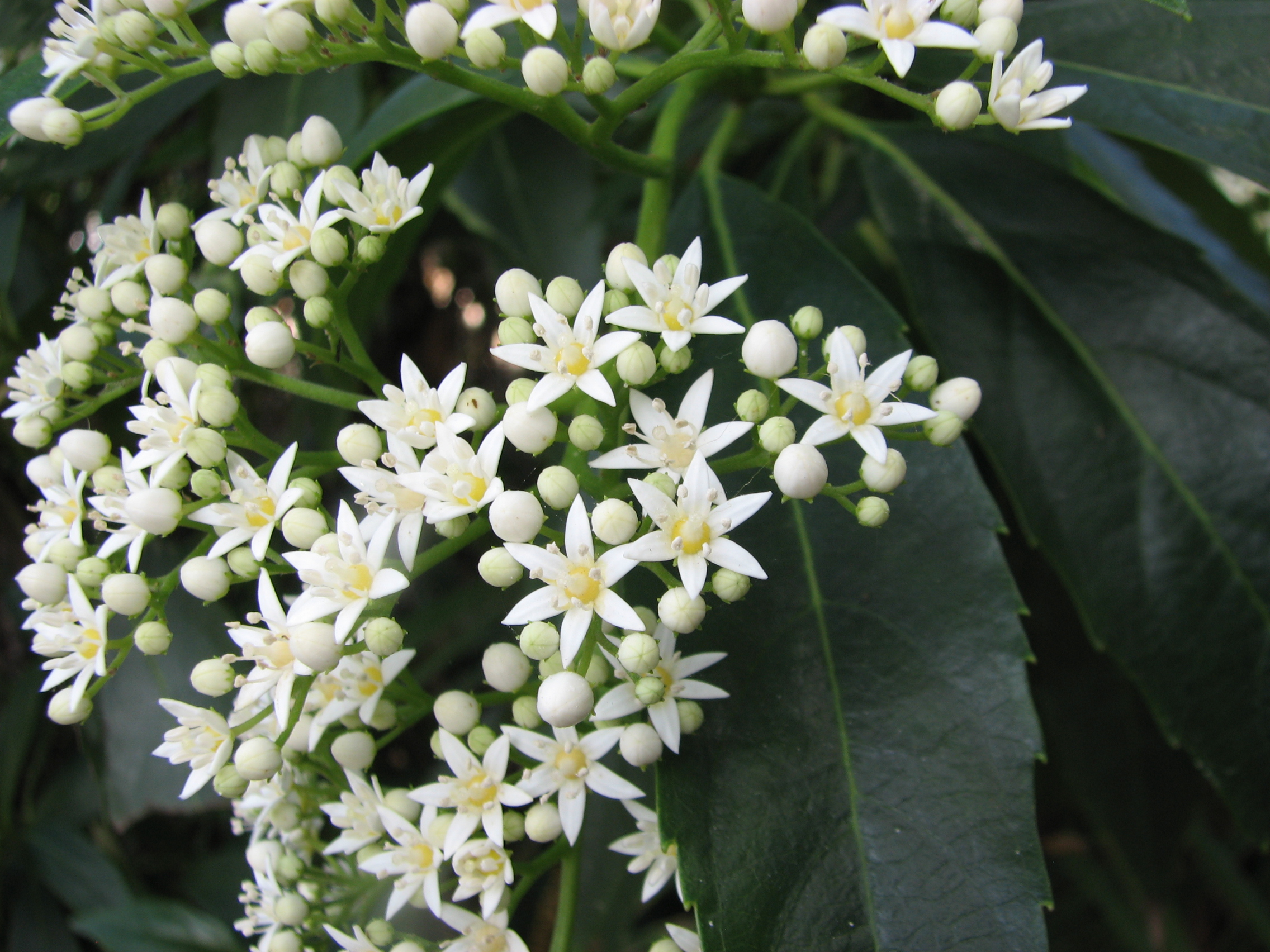
Infiorescenza
Cuttsia viburnea

Le piante di questa famiglia sono delle erbe sempreverdi, oppure degli alberi con peli unicellulari oppure hanno un portamento rampicante (Roussea) e raggiungono fino a 4 metri di lunghezza.
La disposizione delle foglie lungo il caule è opposta in Roussea, alternata negli altri generi. La lamina è semplice con contorno obovato-lanceolato. I margini sono seghettati e ghiandolosi. Non sono presenti le stipole. Le foglie sono normalmente picciolate.
Le infiorescenze sono formate da pochi fiori solitari in posizione ascellare dal portamento annuente, oppure sono panicolate con minuti pedicelli. I fiori sono singoli o al massimo 3 - 4 all'ascella delle foglie (Roussea).
I fiori sono ermafroditi (o funzionalmente maschili), actinomorfi e tetraciclici (ossia il fiore possiede 4 verticilli: calice – corolla – androceo – gineceo) e normalmente pentameri (ogni verticillo ha 5 elementi). L'inserzione dei fiori è ipogina.
Formula fiorale: * K (4-6), C (4-5), A 4-5, G 2 (supero/infero), bacca/capsula
I sepali del calice sono 4 - 6 (massimo 7), sono liberi o connati alla base e all'apice sono minuti e riflessi; sono inoltre persistenti alla fruttificazione.
I petali della corolla sono 4 - 5 (massimo 7); sono valvati in fase di bocciolo; la consistenza è carnosa (sono spessi); sono connati e formano un tubo con lobi valvati, revoluti all'apice (Roussea), oppure sono liberi; sono inoltre persistenti. Dimensione dei fiori in Roussea: lunghezza del tubo 4 – 10 mm; lunghezza dei lobi 10 –20 mm. Il colore della corolla è giallo o arancio.
L'androceo è composto da 4 - 5 (massimo 7) stami liberi, inseriti su un disco nettarifero (che può anche mancare) in posizione alternata rispetto ai petali. Le antere, tetrasporangiate hanno delle forme oblunghe-sagittate e sono deiscenti longitudinalmente; sono estrorse in Roussea, introrse negli altri generi.
Il gineceo è formato da un ovario supero o infero con 3 - 7 loculi e numerosi ovuli anatropi. La placentazione è assile. Lo stilo è glabro, spesso e persistente con un stigmi globosi a 5 - 7 lobi oppure capitati e revoluti al margine. Lo stilo può essere sia semplice che ramificato.
I frutti sono delle bacche a 4 - 7 angoli, oppure delle capsule loculicide. I semi sono numerosi con piccoli embrioni e copioso endosperma.

## Riproduzione
L'impollinazione avviene tramite insetti (impollinazione entomogama).

## Distribuzione e habitat
Alcune specie sono endemiche con habitat tipici delle foreste montagnose delle isole Mauritius. Altri generi sono relativi all'areale australiano. Le bacche colorate di scuro delle specie Abrophyllum e Carpodetus sono probabilmente disperse da uccelli.

## Tassonomia
Questa famiglia è descritta all'interno dell'ordine delle Asterales (lo stesso ordine delle Compositae, la famiglia più numerosa di specie botaniche) che comprende una dozzina di famiglie e circa 25.000 specie, le cui piante sono caratterizzate dal contenere sostanze di riserva come l'oligosaccaride inulina e dall'impollinazione con meccanismo "a pistone".

### Filogenesi
In precedenza alcuni generi di questa famiglia venivano descritti all'interno della famiglia Saxifragaceae. Attualmente con i nuovi sistemi di classificazione filogenetica (classificazione APG) sono stati assegnati alla famiglia di questa voce.
I caratteri distintivi di questa famiglia sono:
- i giovani gambi si presentano con fasci vascolari separati;
- i margini delle foglie sono dentati e provvisti di ghiandole;
- le infiorescenze possono essere terminali;
- le antere (generalmente 5) sono basifisse con filamenti opposti ai petali;
- l'apparato tegumentario si presenta con 5 - 8 cellule trasversali.

La famiglia è divisa in due sottofamiglie:
- Sottofamiglia Rousseoideae Horaninow

Caratteri principali: il portamento è quello tipico delle piante sempreverdi arrampicanti; le foglie hanno la lamina allargata; le infiorescenze sono formate da singoli fiori grandi in genere tetrameri; il calice è valvato; la corolla è connata; le antere sono basifisse, sagittate ed estrorse; il polline è 6 - 8 porato; l'ovario è 5 - 7 loculare con stilo espanso apicalmente; il frutto è una bacca (con calice persistente).
Generi: Roussea
- Sottofamiglia Carpodetoideae J. Lundberg

Caratteri principali: il portamento è arboreo; le infiorescenze sono di tipo panicolato; i fiori sono piccoli e 4-6-meri; la corolla è libera; le antere sono libere/connate alla base della corolla; lo stigma è capitato; i frutti sono delle bacche o capsule loculicide.
Generi: Abrophyllum, Carpodetus e Cuttsia
Le Rousseaceae insieme alle Campanulaceae si sono divise probabilmente 81 - 76 milioni di anni fa; mentre le due tribù hanno una recente storia di divergenza: circa 8 milioni di anni fa.
Da un punto di vista filogenetico, all'interno del gruppo Asterales, la famiglia Rousseaceae è probabilmente “gruppo fratello” delle famiglie Pentaphragmataceae e Campanulaceae. Queste famiglie fanno parte del gruppo basale dell'ordine delle Asterales. Inoltre alcune ricerche suggeriscono che il genere Roussea possa essere “gruppo fratello” del resto delle Asterales. All'interno della famiglia Abrophyllum è “gruppo fratello” ai due generi Carpodetus e Cuttsia; mentre Roussea è “gruppo fratello” del resto della famiglia.
Il numero cromosomico delle specie di questa famiglia è: 2n = 28, 30.

### Generi della famiglia
La famiglia si compone di 4 generi e 15 specie:

| Genere                                   | Numero specie                      | Distribuzione                |
| ---------------------------------------- | ---------------------------------- | ---------------------------- |
| Abrophyllum Hook. f., 1864               | 2 spp.                             | Australia                    |
| Carpodetus J.R. Forst. & G. Forst., 1776 | 11 spp.                            | Nuova Guinea e Nuova Zelanda |
| Cuttsia F. Muell., 1865                  | 1 sp. (Cuttsia viburnea F. Muell.) | Australia                    |
| Roussea Smith., 1789                     | 1 sp. (Roussea simplex Smith.      | Isole Mauritius (endemismo)  |

### Chiave analitica
Per meglio comprendere ed individuare i vari generi della famiglia, l'elenco seguente utilizza in parte il sistema delle chiavi analitiche (vengono cioè indicate solamente quelle caratteristiche utili a distingue una specie dall'altra):
- Gruppo 1A: le piante sono degli arbusti o alberi; i petali sono liberi; il frutto è una bacca o una capsula;

- Gruppo 2A: i fiori sono epiginei; lo stigma è capitato; i semi sono angolosi;

- Carpodetus.

- Gruppo 2B: i fiori sono ipoginei; lo stigma ha 3-5 lobi; i semi hanno delle forme ovoidi;

- Abrophyllum: i filamenti sono più corti delle antere; lo stigma è sessile; i frutti sono delle bacche.
- Cuttsia: i filamenti sono più lunghi delle antere; lo stilo è ben sviluppato; i frutti sono delle capsule.

- Gruppo 1B: le piante sono degli arbusti arrampicanti; i petali sono fusi; il frutto è una bacca;

- Roussea.

### Sinonimi
Questa entità ha avuto nel tempo diverse nomenclature. L'elenco seguente indica alcuni tra i sinonimi più frequenti:
- Carpodetaceae Fenzl, 1841
- Abrophyllaceae Nakai, 1943